# كريم أباد (كلاردشت)
كريم أباد (بالفارسية: کریم‌آباد) هي قرية تقع في Kuhestan Rural District في إيران. يقدر عدد سكانها بـ 12 نسمة. 